# Limulus polyphemus
Genre
Espèce
Statut de conservation UICN

 VU  : Vulnérable
Limulus polyphemus est une des quatre espèces encore vivantes de limules, la seule du genre Limulus. Elle se répartit le long de la côte est de l'Amérique du Nord et de l'Amérique centrale.

## Synonyme pour le genreLimulus
Xiphosura (Gronovius, 1764) qui sert aujourd'hui à désigner l'ordre.

## Anatomie
La limule Limulus polyphemus mesure jusqu'à 50 cm de long.

### Vision
La limule dispose de deux grands yeux composés de part et d'autre de sa carapace ainsi que de cinq yeux simples sur la carapace. Deux autres yeux simples sont situés près de sa bouche.

### Sang
Son sang n'est pas composé d'hémoglobine, mais d'hémocyanine, à base de cuivre au lieu du fer.

## Galerie
- En mouvement

## Usage médical
Les limules sont une espèce importante depuis le début des années 1950 dans la communauté de recherche médicale et dans les tests médicaux.
En effet, le système immunitaire de la limule fonctionnant par coagulation de son sang sur les éléments étrangers, on peut en extraire le test au Lysat de Limule (LAL) pour détecter les endotoxines bactériennes dans les produits pharmaceutiques.
Certaines enzymes de limule sont utilisées par les astronautes dans la Station Spatiale Internationale pour tester la présence de bactéries ou de champignons indésirables.
Une des protéines de limule est également sujet de recherche en tant que nouvel antibiotique.
Le LAL est obtenu à partir du sang des limules. Après prélèvement, les individus sont relâchés. Les études montrent que le volume sanguin revient à la normale après une semaine environ. Cela dit, les cellules sanguines peuvent prendre deux à trois mois pour revenir à un niveau normal.[réf. souhaitée]
Néanmoins, ce prélèvement n'est pas sans impact. Il est en effet estimé qu'entre 10% et 30% des individus meurent après prélèvement. Par exemple, les chercheurs de l'université du New Hampshire et de l'université de Plymouth ont constaté que 18% d'un groupe de limules femelles sont décédées peu après leur relâchage des suites du prélèvement. Les survivants sont plus léthargiques et moins enclins à se reproduire.[réf. souhaitée]

## Étude scientifique
Le génome de cette limule a été séquencé en 2017.